# 김보영 (소설가)
김보영(1975년 ~ )은 대한민국의 과학 소설 작가이다.
1998년 게임 제작팀 '가람과 바람'에 합류하여 RPG 게임 개발자 겸 시나리오 작가로 활동했다. 《씰》, 《나르실리온》, 《씰 온라인》 등의 게임 시나리오를 집필했으며 《레이디안》에서는 그래픽을 담당했다.
2004년 제1회 과학기술 창작문예 공모전 중편소설 부문에〈촉각의 경험〉이 당선되어 작가로 데뷔했다. 환상문학 웹진 거울에서 초기 작품 활동을 했다. 2008년 2월에는 《필름2.0》에서 선정한 ‘탈권위 무경계 신세대 문화전위 13인’에 선정되기도 했다.
2010년 개인 단편선 《멀리 가는 이야기》, 《진화신화》를 발간했다. 2014년 《7인의 집행관》으로 제 1회 SF어워드 장편부문에 당선되었다.  

## 작품 및 저작

### 중 · 단편 소설
- 〈촉각의 경험〉 - 2002년, Junk SF / 2004년 제1회 과학기술 창작문예 중편소설부문 수상
- 〈다섯 번째 감각〉 - 2002년, Junk SF
- 〈미래로 가는 사람들〉 - 2004년 제1회 과학기술 창작문예 본선 진출
- 〈우수한 유전자〉 - 2004년 12월, 환상문학웹진 거울 19호
- 〈종의 기원〉[3] - 2005년 3월, 환상문학웹진 거울 22호
- 〈몽중몽〉 - 2006년 6월, 환상문학웹진 거울 36호
- 〈땅 밑에 (1부)〉 - 2006년 6월, 웹진 크로스로드
- 〈땅 밑에 (2부)〉 - 2006년 7월, 웹진 크로스로드
- 〈진화신화〉 - 2006년 11월, 《Happy SF》 2호
- 〈거울애〉 - 2007년 5월, 환상문학웹진 거울 48호
- 〈뽀뽀할 상대가 없어〉 - 2007년 12월, 환상문학웹진 거울 54.5호 (성탄 특집 초단편)
- 〈스크립터〉 - 2008년 11월, 문장 글틴
- 〈0과 1사이〉 - 2009년 2월, 웹진 크로스로드
- 〈노인과 소년〉 - 2009년 6월, 네이버 오늘의 문학
- 〈신문이 말하기를〉 - 2010년 6월, 환상문학웹진 거울 85호
- 〈전송 오류[깨진 링크(과거 내용 찾기)]〉 - 2011년, 《과학동아》 2011년 11월호
- 〈이사가는 날〉 - 2012년, 《과학동아》 2012년 3월호
- 〈단추 채우기〉 - 2013년, 《과학동아》 2013년 2월호
- 〈새벽기차〉 - 2013년, 《과학동아》 2013년 6월호
- 〈저 이승의 선지자 (1부)〉 - 2013년 12월, 웹진 크로스로드
- 〈저 이승의 선지자 (2부)〉 - 2014년 1월, 웹진 크로스로드
- 〈An Evolutionary Myth〉 - 2015년 5월, Clarkesworld 104호 (〈진화신화〉의 영어판)
- 〈빨간 두건 아가씨〉 - 2017년 3월, 《한겨레》

웹진 거울에서는 본명과 함께 'ida'라는 필명을 사용하며, 웹툰 발표시에는 '보이다'라는 필명을 사용.

### 공동 작품집

#### 일반 단행본
- 《과학기술 창작문예 수상작품집》 - 2004년 12월, 동아사이언스. 220쪽, ISBN 9788995599709
  - 〈촉각의 경험〉 (중편소설 부문 수상작)
- 《2006 과학기술 창작문예 수상작품집》- 2006년 11월, 동아사이언스. 276쪽, ISBN 9788991844308
  - 〈우수한 유전자〉 (초청작품)
- 《누군가를 만났어》- 2007년 1월, 행복한책읽기. 526쪽, ISBN 9788989571445
  - 〈종의 기원〉
  - 〈미래로 가는 사람들〉
    - 〈첫 번째 이야기: 起 ─ 우주의 끝을 찾아내는 법〉
    - 〈두 번째 이야기(혹은 첫 번째 이야기): 承 ─ 하늘에서 내려온 이들이 해야 할 일〉
    - 〈세 번째 이야기: 轉 ─ 광속도에서 일어나는 일〉
    - 〈네 번째 이야기: 合 ─ 네 번째의 축으로 가는 법〉

배명훈, 박애진과 함께 펴낸 3인 공동 단편집. 2009년 9월에 북큐브에서 전자책 버전 출간.
- 《잃어버린 개념을 찾아서》- 2007년 11월, 창비. ISBN 9788936456054
  - 〈마지막 늑대〉 - 이 책에서 처음 발표한 신작.
- 《얼터너티브 드림》- 2008년 12월, 황금가지. ISBN 9788960170261
  - 〈땅 밑에〉
- 《한국 환상문학 단편선》- 2008년 7월, 황금가지. ISBN 9788960172555
  - 〈몽중몽〉
- 《U, ROBOT》- 2009년 2월, 황금가지. ISBN 9788960171923
  - 〈다섯 번째 감각〉
- 《죽은 자들에게 고하라》- 2009년 7월, 해토. ISBN 9788990978806
  - 〈0과 1 사이〉
- 《커피 잔을 들고 재채기》- 2009년 9월, 황금가지. ISBN 9788960172739
  - 〈노인과 소년〉
- 《백만 광년의 고독》- 2009년 12월, 오멜라스. ISBN 9788901103020
  - 〈지구의 하늘에는 별이 빛나고 있다〉 - 이 책에서 처음 발표한 신작.
- 《독재자: SF/환상문학 테마 단편선》 - 2010년 11월, 뿔(웅진문학에디션). ISBN 9788901114859
  - 〈신문이 말하기를〉
- 《이웃집 슈퍼히어로》 - 2015년 3월, 황금가지. ISBN 9788960175501
  - 〈세상에서 가장 빠른 사람〉
- 《아직 우리에겐 시간이 있으니까》 - 2017년 8월, 한겨레출판사. ISBN 9791160400915
  - 〈얼마나 닮았는가〉
- 《근방에 히어로가 너무 많사오니》 - 2018년 9월, 민음인 ISBN 9791158884314
  - 〈로그스 갤러리, 종로〉

#### 웹진 거울 단편선
- 2006 환상문학웹진 거울 중단편선 《변신!》 - 2006년 11월, 웹진 거울.
  - 〈몽중몽〉
- 환상문학웹진 거울 타로카드 단편선 《타로카드 22제》 - 2009년 12월, 웹진 거울.
  - 〈노인과 소년〉

#### 기타 출판물
- 《에스콰이어》 2011년 10월호 별책 SF 단편선 《Multiverse》 - 2011년, (주)가야미디어.
  - 〈진화신화〉

잡지 《에스콰이어》 창간 16주년 기념호 별책부록.
작품이 실린 작가들이 릴레이 방식으로 서로에 대해 소개하는 서문을 집필했는데, 김보영은 곽재식의 〈읽다가 그만두면 큰일 나는 글〉을 담당.
- 호연마을 피망 단편선 《호연피망》 - 2012년 7월, 호연마을.
  - 〈같은 무게〉 (김종욱과 공저) - 이 책에서 처음 발표한 신작.

### 단편집
- 《멀리 가는 이야기》 (거울 개인 단편선 5) - 2005년, 웹진 거울.
  - 〈촉각의 경험〉
  - 〈다섯 번째 감각〉
  - 〈우수한 유전자〉
  - 〈종의 기원〉
  - 〈종의 기원 ─ 그 후에 있었을지도 모르는 이야기〉 - 이 책에서 처음 발표한 신작.
  - 〈미래로 가는 사람들〉
    - 〈첫 번째 이야기: 起 ─ 우주의 끝을 찾아내는 법〉
    - 〈두 번째 이야기(혹은 첫 번째 이야기): 承 ─ 하늘에서 내려온 이들이 해야 할 일〉
    - 〈세 번째 이야기: 轉 ─ 광속도에서 일어나는 일〉
    - 〈네 번째 이야기: 合 ─ 네 번째의 축으로 가는 법〉

  - 추천사
  - 각 글에 대한 덧붙임
  - 감사하는 분들

웹진 거울에서 펴낸 개인지. 2005년에 북토피아에서 전자책으로 간행되었다가 2008년 7월에 종이책으로 한정발매되었다. 이후 간행된 동명 단편집과 작품 구성은 동일.
- 작가의 발견 3 《멀리 가는 이야기》- 2010년 6월, 행복한책읽기. ISBN 9788989571650
  - 〈촉각의 경험〉
  - 〈다섯 번째 감각〉
  - 〈우수한 유전자〉
  - 〈종의 기원〉
  - 〈종의 기원 ─ 그 후에 있었을지도 모르는 이야기〉
  - 〈미래로 가는 사람들〉
    - 〈첫 번째 이야기: 起 ─ 우주의 끝을 찾아내는 법〉
    - 〈두 번째 이야기(혹은 첫 번째 이야기): 承 ─ 하늘에서 내려온 이들이 해야 할 일〉
    - 〈세 번째 이야기: 轉 ─ 광속도에서 일어나는 일〉
    - 〈네 번째 이야기: 合 ─ 네 번째의 축으로 가는 법〉

  - 해설 : 본격 SF의 탄생 (김상훈)
  - 작가의 말
- 작가의 발견 4 《진화신화》- 2010년 6월, 행복한책읽기. ISBN 9788989571667
  - 〈진화신화〉
  - 〈땅 밑에〉
  - 〈지구의 하늘에는 별이 빛나고 있다〉
  - 〈몽중몽〉
  - 〈거울애〉
  - 〈0과 1 사이〉
  - 〈마지막 늑대〉
  - 〈스크립터〉
  - 〈노인과 소년〉
  - 추천사 : 논리와 고적(孤寂)한 환상의 교점에서 (김상훈)
  - 작가 코멘터리
  - 작가의 말
- 《저 이승의 선지자》 - 2017년 6월, 아작 ISBN 9791187206545
  - 〈저 이승의 선지자〉
  - 〈새벽기차〉
  - 〈그 하나의 생에 대하여〉
- 《얼마나 닮았는가》 - 2020년 10월, 아작 ISBN 9791165508845
  - 〈엄마는 초능력이 있어〉
  - 〈0과 1 사이〉
  - 〈빨간 두건 아가씨〉
  - 〈고요한 시대〉
  - 〈니엔이 오는 날〉
  - 〈세상에서 가장 빠른 사람〉
  - 〈로그스 갤러리, 종로〉
  - 〈걷다, 서다, 돌아가다〉
  - 〈얼마나 닮았는가〉
  - 〈같은 무게〉
- 《다섯 번째 감각》 - 2022년 2월, 아작 ISBN 9791166686603
  - 〈지구의 하늘에는 별이 빛나고 있다〉
  - 〈땅 밑에〉
  - 〈촉각의 경험〉
  - 〈다섯 번째 감각〉
  - 〈우수한 유전자〉
  - 〈마지막 늑대〉
  - 〈스크립터〉
  - 〈거울애〉
  - 〈노인과 소년〉
  - 〈몽중몽〉

### 장편소설
- 《7인의 집행관》 - 2013년 1월, 폴라북스. ISBN 9788993094831

2008년부터 집필을 시작하여 2009년 교보문고 디키스토리에서 일부분을 연재.
제1회 SF어워드 장편소설부문 최우수상 수상.
- 《당신을 기다리고 있어》 - 2015년 5월, 기적의책. ISBN 9788996103158

### 에세이
- 〈진실 없는 세상…"망원경으로 과거를 볼 수 있다면?"〉 - 프레시안, 2009년 7월
- 〈'SF, 미래에서 온 이야기' <1>아이작 아시모프의 로봇3원칙〉 - 한국일보, 2017년 3월
- 〈'SF, 미래에서 온 이야기' <3>제임스 팁트리 주니어가 통찰한 여성혐오〉 - 한국일보, 2017년 3월

### 웹툰
- 폴라북스 공식 블로그에 '보이다'라는 필명으로 출간 SF소설 소개 웹툰을 게재.
- 온우주 출판사 소식지에 '보이다'라는 필명으로 4컷만화 게재.

### 영화 대본
- 봉준호 감독의 영화 《설국열차》 1차 시나리오 작업에 참가했다.[5]

## 참고 문헌
- 〈《U, ROBOT》 작가와의 만남〉, SF무크지 《미래경》 Vol.1, 208~216쪽, 2009년 7월, SF&판타지도서관.

단편집 《U, ROBOT》에 참가한 젊은 작가 5인(곽재식, 김보영, 박애진, 배명훈, 임태운)의 인터뷰.
- 〈작가와의 만남 : 김보영〉, SF무크지 《미래경》 Vol.2, 378~401쪽, 2010년 8월, SF&판타지도서관.

2010년 6월 12일에 SF&판타지도서관에서 개최된 작가 좌담회 녹취록.
- 정도경, 〈존재의 재발견 ― 김보영 작가론〉, 《B평 : 2011 환상문학웹진 거울 비평선》, 88~111쪽, 2011년 11월, 웹진 거울.

'존재'와 '가능성'이라는 2가지 키워드를 중심으로 전개하는 작가론.
- 복도훈, 〈데카르트의 SF적 후예들―배명훈과 김보영의 소설을 중심으로〉, 《LIST》 제20호, 2013년 여름, 한국문학번역원.

《7인의 집행관》, 《진화신화》, 《멀리 가는 이야기》를 소개.